# Gaisenmoos
Gaisenmoos ist ein Naturschutzgebiet bei Freiburg im Breisgau in Baden-Württemberg. Es wird charakterisiert durch „strukturreiche Feuchtwälder mit seltenen Pflanzengemeinschaften, unter anderem Schwarzerlenbruchwälder; zahlreiche seltene Tier- und Pflanzenarten, unter anderem Farnarten.“ Es ist ein hervorragendes und ein letztes noch intaktes Beispiel für Quellaustritte des Dreisamschwemmfächers.

## Geographie
Das Naturschutzgebiet liegt im Naturraum Freiburger Bucht in Baden-Württemberg und ist Teil des Freiburger Mooswaldes. Es liegt auf dem Gebiet der Stadt Freiburg und Gemarkung von Tiengen, einem Stadtteil von Freiburg. Es befindet sich östlich von Tiengen, nordwestlich der Anschlussstelle der A 5 Freiburg Süd. An der südlichen Grenze liegt der Reutemattensee, der Arlesheimer See und ebenfalls ein Naturschutzgebiet liegt nordöstlich.

## Steckbrief
Das Gebiet wurde per Verordnung am 22. September 1995 als Naturschutzgebiet ausgewiesen und wird unter der Schutzgebietsnummer 3.213 beim Regierungspräsidium Freiburg geführt. Es hat eine Fläche von 25,54 Hektar und ist in die IUCN-Kategorie IV, ein Biotop- und Artenschutzgebiet, eingeordnet. Die WDPA-ID lautet 163185 und entspricht dem europäischen CDDA-Code und der EUNIS-Nr.
Der Schutzzweck (§ 3)
„ist 
- die Erhaltung von strukturreichen Feuchtwäldern mit seltenen Pflanzengemeinschaften, unter anderem Schwarzerlenbruchwäldern,
- die Erhaltung der Populationen zahlreicher seltener und gefährdeter Tier - und Pflanzenarten, unter anderem von Farnarten, die in diesen Lebensräumen vorkommen,
- die Sicherung eines hervorragenden Beispiels für Quellaustritte des Dreisamschwemmfächers.“

## Geologie und Hydrologie
Der Gaisenmoos liegt am Rand des Dreisamschwemmfächers und südöstlich des Blankenbergs (215,5 m ü. NHN), eine lösbedeckte Jurascholle, welche nach der Absenkung der Erdkruste im Oberrheingraben entstand. Diese Scholle staut den von der Dreisam aus dem Schwarzwald herführende Grundwasserstrom, so dass hier das Grundwasser an die Erdoberfläche heranreicht, bzw. teilweise als Quellen hervortritt. Das Gebiet ist von Norden herführende und verzweigte Rinnen durchzogen, sie sind teilweise mehr als einen Meter tief. Der Gaisenmoos ist von einer breiten Senke durchzogen, welche von Osten herkommt. Weiterhin führen aus dem Osten kommende Bäche zeitweise oder dauernd Wasser, der heutige Verlauf ist künstlich. Bedingt durch den gestauten Grundwasserstrom fließt in den Bächen selbst auch dann Wasser, wenn aus dem Osten kein Zufluss mehr erfolgt. Durch die damit verbundene Vernässung entstanden torfhaltige Böden.